# Preobraženovka (Oblast' autonoma ebraica)
Preobraženovka (in lingua russa Преображеновка) è un centro abitato dell'Oblast' autonoma ebraica, situato nel Leninskij rajon.